# Halo Ziemia (singel Palucha)
Halo ziemia – utwór polskiego rapera Palucha, wydany w grudniu 2015 roku, pochodzący z albumu 10/29.
Nagranie uzyskało certyfikat dwukrotnie platynowej płyty (2021). Utwór zdobył ponad 28 milionów wyświetleń w serwisie YouTube (2023) oraz ponad 4 miliony odsłuchań w serwisie Spotify (2023).
Producentem utworu jest Julas.

## Twórcy
- Paluch – słowa[1][2]
- Julas – producent[1]